# Modeste de Jérusalem
Modeste de Jérusalem (Modestus) est un patriarche de Jérusalem, mort le 18 décembre 634 à Jérusalem. Saint, il est fêté le 18 décembre.

## Biographie
Né à Sébaste en Cappadoce, ses parents moururent quand il avait quelques mois, et il fut alors élevé par une famille chrétienne. Adulte, vendu comme esclave en Égypte, il convertit son maitre au christianisme, et fut plus tard libéré.
Modeste se retira alors sur le mont Sinaï, puis devint prêtre et higoumène du cloître Saint-Théodose près de Bethléem. Il gagna la confiance du patriarche Zacharie de Jérusalem. Quand Jérusalem fut prise par les Perses en 614, il put s'échapper, mais le patriarche Zacharie dut partir pour l'exil.
Modeste ne fut élu patriarche qu'au moment du retour de la Vraie Croix en 630, lorsqu'il devint clair que Zacharie était mort en exil. Pendant ce temps, on sait par les Actes du pape Martin, que l'évêque de Joppé, Sergius sacra plusieurs évêques conformes à la politique monothélite de l'empereur Héraclius, ce que contesta Etienne de Dora, légat du pape. Le rôle de Modeste pendant cette période troublée n'est pas clair. On dit qu'il incita les moines à retourner à leurs couvents que le danger leur avait fait abandonner et qu'après un certain temps, les Perses lui concédèrent une certaine autorité locale qu'il put mettre à profit pour restaurer tombes des martyrs, sanctuaires et Lieux Saints comme le Saint-Sépulcre ou l'église de l'Ascension.
D'après Jean de Bolnisi, l'empereur byzantin Héraclius nomma Modeste patriarche, le jour même du retour de la Vraie Croix à Jérusalem, le vendredi des Rameaux de l'année 630 (ou peut-être 629). Le même auteur, qui puise manifestement à une source (orale) de Jérusalem, le nomme « saint ». Peu de mois après, Modeste mourut à son tour au cours d'un déplacement. Son corps fut ramené à Jérusalem et enterré dans la Basilique du Pater Noster au pied du mont des Oliviers.

## Écrits
- CPG 7872-7877.

## Liens
- Notice dans un dictionnaire ou une encyclopédie généraliste :   - Deutsche Biographie
- Notices d'autorité :   - VIAF
  - ISNI
  - IdRef
  - LCCN
  - GND
  - Espagne
  - Vatican
  - WorldCat